# Сервий Кальпурний Домиций Декстер
Сервий Кальпурний Домиций Декстер (лат. Servius Calpurnius Domitius Dexter) — римский государственный деятель первой половины III века.

## Биография
По всей видимости, Декстер происходил из италийской патрицианской семьи. Его отцом был консул-суффект 203 или 204 года Кальпурний Максим, а матерью — Руфрия. Родственником Сервия, скорее всего, является, консул 196 года Гай Домиций Декстер.
Декстер был монетным триумвиром, квестором (стал им в качестве кандидата от императора) и затем претором. Около 180 года он находился на посту куратора Эмилиевой дороги, а потом стал легатом при проконсуле Азии.
В 225 году Декстер занимал должность ординарного консула. Его коллегой был Тиберий Манилий Фуск. Декстер состоял в коллегии квиндецемвиров священнодействий, где был её магистром.